# Bosnyák nyelv
A bosnyák nyelv (bosnyákul: bosanski jezik) az indoeurópai nyelvcsalád szláv ágának délszláv nyelvcsoportjához tartozik, annak is a nyugati alcsoportjához. Beszélői a bosnyákok. A szociolingvisztika szempontjából egyrészt a hagyományosan szerbhorvát nyelvnek nevezett, a szerbek, a horvátok, a bosnyákok és a montenegróiak közös abstandnyelvének egyik változata, másrészt különálló, saját sztenderddel rendelkező ausbaunyelv. Hivatalos nyelv Bosznia-Hercegovinában és ún. „hivatalos használatú” Montenegróban, valamint Szerbia és Koszovó egyes településein.

## A nyelv létezése és elnevezése körüli viták
Vannak főleg szerb, de horvát nyelvészek is, akik nem vesznek számításba egy bosanski jeziknek nevezhető nyelvet. Például Pavle Ivić szerb nyelvész azt állítja, hogy „a szerbek által beszélt nyelvet a leggyakrabban szerbhorvátnak nevezik a tudományban. Ezt használják a szerbeken kívül a horvátok és a szláv muzulmánok Bosznia-Hercegovinában. […]. Ezt a nyelvet a horvátok horvátnak, a szerbek szerbnek nevezik”. Snježana Kordić  horvát nyelvész szerint is tudományosan csak egységes szerbhorvát nyelvről (ezzel az akadémiai körökben elfogadott hagyományos elnevezéssel) lehet beszélni, függetlenül attól, hogy a beszélői hogyan nevezik, vagy hogy nacionalista okokból négy külön nyelvről beszélnek.
A „bosnyák nyelv” fogalom újjáéledt Jugoszlávia szétesése és a független Bosznia-Hercegovina megalakulása után. Azoknak, akik kardoskodnak érte, egyik érve az, hogy a bosnyák nyelv fogalom és elnevezés már megvolt a középkorban is. Bosznia összes lakosának délszláv nyelvére vonatkozott, és megszakításokkal ugyan, de használták a szerbhorvát nyelv sztenderdizálásáig, miután az lett a felfogás, hogy a muzulmán bosnyákok is ezt beszélik. Nem tagadják, hogy a bosnyákoknak, a szerbeknek és a horvátoknak közös a közép-délszláv diarendszer, de a szerbek „szerb nyelv”-nek, a horvátok pedig „horvát nyelv”-nek nevezik, és ezeknek külön sztenderdjeik vannak. Ezért a bosnyákok egy másik érve az, hogy mivel ők sem nem szerbek, sem nem horvátok, nekik is joguk van nyelvüket a saját módjukon megnevezni. Ez a név szerintük a bosanski jezik, amit úgy határoznak meg, hogy „a bosnyákok nyelve és mindazoké, akik sajátjuknak érzik ezzel az elnevezéssel”.
A nyelv elnevezése dilemma elé állítja a bosznia-hercegovinai hatóságokat. Ez például abban nyilvánul meg, hogy a közoktatás dokumentumaiban olykor a bosanski jezik tantárgynév szerepel, máskor pedig a bosanski, hrvatski, srpski jezik (rövidítve BHS jezik vagy B/H/S jezik) „bosnyák, horvát, szerb nyelv”.
A négy külön sztenderd nyelvváltozatot elfogadó bosnyák nyelvészek között is vannak, akik vitatják a bosanski jezik („boszniai nyelv”) elnevezést, amely a Bosanac „boszniai (személy)” főnévvel áll kapcsolatban. Ezt ugyanis a boszniai szerbek is használják saját magukra a Srbin „szerb” szó mellett, ezért szerintük csak a Bošnjak népnévből képzett és csak a muzulmánokra használatos bošnjački jezik elfogadható. Azért, hogy elkerülje mindkét elnevezés használatát, a Bosznia-hercegovinai Szerb Köztársaság alkotmánya a következőképpen fogalmaz: Službeni jezici Republike Srpske su: jezik srpskog naroda, jezik bošnjačkog naroda i jezik hrvatskog naroda „A Szerb Köztársaság hivatalos nyelvei a következők: a szerb nép nyelve, a bosnyák nép nyelve és a horvát nép nyelve.” (7. cikkely). A nemzetközi szervezetek angol nyelven a bosanski jeziknek megfelelő Bosnian language terminust használják.

## A beszélők területi eloszlása és a nyelv státusza
A bosnyákok és a bosnyák nyelv beszélőinek számáról nincsenek pontos adatok. Az Ethnologue 1 516 790-re becsüli, de a népszámlálási adatok összeadásából kb. 2,2 millió jön ki, az emigrációban élőkön kívül. Bosznia-Hercegovinára vonatkozóan is csak becslés van a bosnyákok számáról. Szerbiában, Montenegróban, Horvátországban, Szlovéniában, Macedóniában és Koszovóban szerepelnek a népszámlálási statisztikákban. Ezek közül Szerbiában és Montenegróban külön jelenik meg azok száma, akik bosnyák nemzetiségűeknek, és azoké, akik muzulmán nemzetiségűeknek vallják magukat. A bosnyákot anyanyelvükként bejelentők száma megjelenik a szerb, a montenegrói és a horvát statisztikákban, és ezek az adatok különböznek a nemzetiségre vonatkozóktól, ami azt jelenti, hogy vannak bosnyákok, akik a szerbet vagy a horvátot deklarálták.
| Ország              | Személyek száma | Személyek státusza     |
| ------------------- | --------------- | ---------------------- |
| Bosznia-Hercegovina | 2 039 919       | bosnyák anyanyelvűek   |
| Szerbia             | 145 278         | bosnyák nemzetiségűek  |
| Szerbia             | 22 755          | muzulmán nemzetiségűek |
| Szerbia             | 138 871         | bosnyák anyanyelvűek   |
| Montenegró          | 53 605          | bosnyák nemzetiségűek  |
| Montenegró          | 33 077          | bosanski anyanyelvűek  |
| Montenegró          | 19 906          | bošnjački anyanyelvűek |
| Horvátország        | 31 479          | bosnyák nemzetiségűek  |
| Horvátország        | 16 856          | bosnyák anyanyelvűek   |
| Szlovénia           | 21 542          | bosnyák nemzetiségűek  |
| Szlovénia           | 10 467          | muzulmán nemzetiségűek |
| Macedónia           | 17 018          | bosnyák nemzetiségűek  |
| Koszovó             | 32 219          | bosnyák anyanyelvűek   |

Ismeretlen számú bosnyák diaszpóra is létezik. A legtöbben Törökországba vándoroltak ki a 19. század vége felé és a 20. közepe táján.
A bosnyák nyelvnek különböző szintű hivatalos státusza van néhány országban:
- Bosznia-Hercegovinában hivatalos nyelv.
- Montenegróban „hivatalos használatú”-nak nevezett.[24]
- Szerbiában is hivatalos használatú azokon a településeken, ahol az összlakosság 15%-a bosnyák nemzetiségű.[25] Ez a helyzet a Szandzsákban.
- Koszovóban a bosnyák „helyi szinten hivatalos nyelv”.[26]

Szerbiában és Montenegróban a bosnyák másként is elismert kisebbségi nyelv azzal, hogy meg van jelölve a Regionális vagy Kisebbségi Nyelvek Európai Kartája aláírásához csatolt ratifikálási dokumentumokban.

## A nyelv külső történetének áttekintése
A bosnyák nyelv kezdetei Bosznia államiságának kezdeteihez kötöttek. Az első bosnyák állam 1154-ben alakult meg, és a Magyar Királyság befolyása alatt állt fenn 1463-ig, amikor az oszmán törökök igázták le.
Az egyik legrégibb a délszlávok nyelvén írt dokumentum egy 1189-ből való kereskedelmi egyezmény Bosznia és Dubrovnik között, amelyet Bosznia uralkodója, Kulin bán fogalmazott meg. Ezt tekintik Bosznia államisága kartájának és ugyanakkor a bosnyák nyelv első írott dokumentumának. Ez, akárcsak sok utóbbi dokumentum a cirill ábécé-ből átdolgozott, bosančica-nak nevezett ábécével íródott, amely feltehetően már a 10. vagy a 11. században létezett, és még a 17. században is használták. Volt egy hivatalos iratokra alkalmazott, és egy gyorsabb írásra használt változata is.

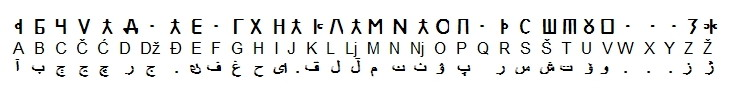
A bosnyák nyelv írására használt bosančica (fent), az arab (lent) és a modern latin ábécé

Miután az Oszmán Birodalom elfoglalta Boszniát, a keresztény lakosság egy része áttért az iszlám hitre. A török uralom 1878-ig tartott, és mélységesen befolyásolta a muszlim boszniaiak kultúráját, és valamelyest a nyelvüket is. A gyors bosančica írás két változatban élt tovább. Az egyiket „kolostori”-nak nevezik, ezt a ferences rendhez tartozó tudós szerzetesek használták, a másik pedig a begovica „a bejek írása”. Ezzel párhuzamosan a bosnyák nyelv írására adaptált arab ábécét is használták.
A bosnyák írástudók vallásos és tudományos munkákat írtak arab nyelven, szépirodalmi műveket perzsául és kisebb részben törökül, a hivatalos iratokat pedig törökül. Ugyanakkor létezett három és fél századon át egy anyanyelven arab ábécével írt irodalom is, amely főleg vallásos, de népköltészeti ihletésű költeményekből is állt. Ezen irodalom egyik jelentős képviselője Muhamed Hevaji Uskufi Bosnevi  volt, aki az első bosnyák lexikográfiai munka szerzője is, az 1631-ben megjelent rímekben megírt bosnyák-török szószedeté.

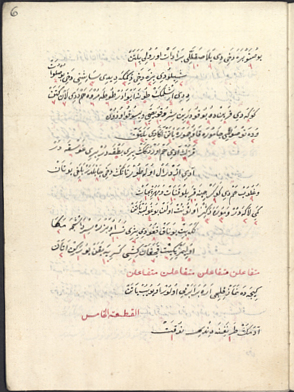
Muhamed Hevaji Uskufi bosnyák-török szószedete (1631)

Egy bosnyák nemzetiség, és ezzel párhuzamosan a bosnyák nyelv sztenderd nyelvváltozatának megteremtésére való törekvések az 1878-ban az Osztrák–Magyar Monarchia uralma alá került Bosznia-Hercegovinában kezdődtek. Akkor jelent meg például egy bosnyák nyelvtan, 1890-ben. Ebben az időszakban a „Bosnyák reneszánsz” név alá csoportosult írók (Safvet-beg Bašagić  és Musa Ćazim Ćatić  költők, Edhem Mulabdić elbeszélő és mások) ráadásul inkább a horváthoz, mint a szerbhez közelebb álló nyelven írtak. A latin ábécé használata is akkor lett általános.

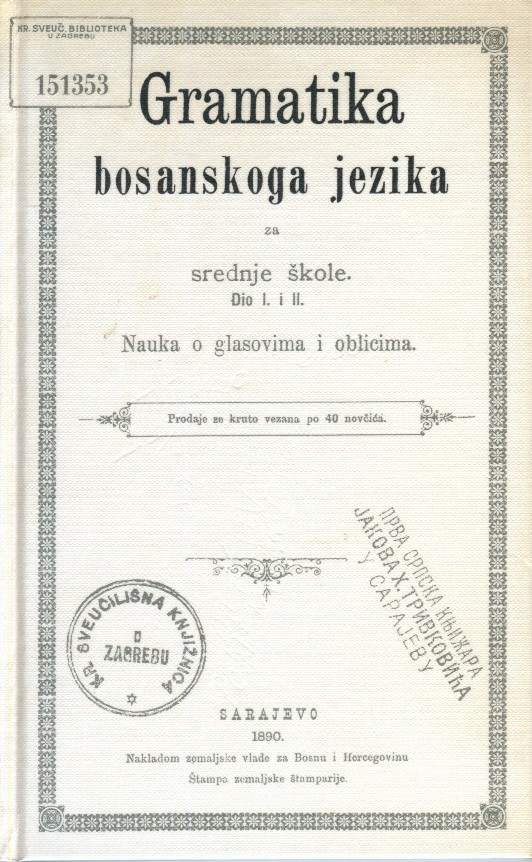
Az 1890-ben megjelent bosnyák grammatika

A jugoszláv korszakban a bosnyákokat nem ismerték el nemzetnek, a szerbekkel és a horvátokkal ellentétben, 1971-ig. Akkor megkapták ezt a státuszt Muslimani elnevezéssel, de az ő nyelvük is hivatalosan a szerbhorvát volt. Az 1970-es évekkel kezdődően, amikor a horvát értelmiségiek elkezdték ellenezni a szerbhorvát nyelv koncepcióját, a bosnyák értelmiségiek körében megjelent a muszlim kulturális örökséghez kötődő sajátosságok hangoztatása.
Jugoszlávia szétesése és Bosznia-Hercegovina függetlenségének kikiáltása után a bosnyák hivatalos nyelvvé vált, és a sztenderizálásán dolgoznak. A Bosznia-hercegovinai Föderáció alkotmánya értelmében a latin ábécé hivatalossá lett a bosnyák nyelv írására.

### A bosnyák nyelv elnevezés
A bosnyákot külön nyelvnek tekintők egyik érve az, hogy a történelem során használatos volt a bosanski jezik elnevezés. Valóban ezt sokáig használták a mai Bosznia-Hercegovina lakosságának a nyelvére, majd egy ideig elhagyták, aztán az elnevezés újra megjelent, majd újra eltűnt, és végül újra megjelent.
A bosnyák nyelv egyik megemlítése Az írott nyelvek történelme című, Konsztantinosz Filoszofosz bizánci utazó 1300-ban megjelent munkájában található. Majd egy 1436-ból származó írás említést tesz egy Kotor vidékebeli hercegről, aki egy „bosnyák nyelven Djevenának nevezett eretnek bosnyák nő”-ként leírt lányt hozott. Bár idegen nyelveken írtak, a muzulmán írók állították, hogy anyanyelvük a bosnyák. A katolikus szerzetesek is használták ezt a terminust. Ennek egyik példája látható egy 1827-ben megjelent, ferences szerzetes által latinból lefordított számtankönyv címlapján is.

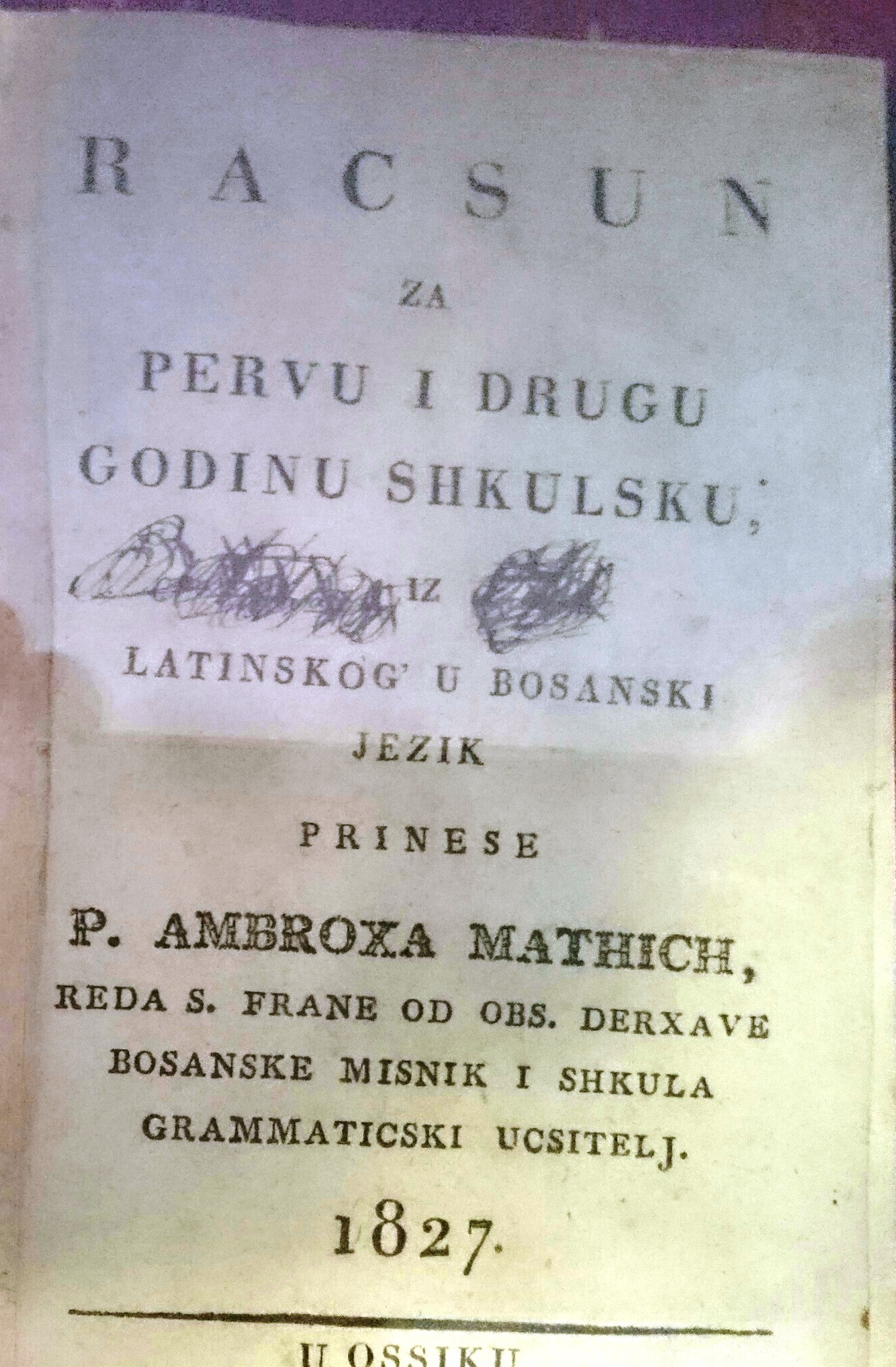
1827-ben megjelent számtankönyv

A 19. század közepétől kezdve, amikor megjelent a jugoszláv eszme és a bosnyákok, horvátok, szerbek és montenegróiak közös nyelvének sztenderdizálásáé, a bosnyák nyelv terminust nem használták Bosznia-Hercegovina az Osztrák-Magyar Monarchia által való elfoglalásáig. Azután rendszeresen használták a Monarchia széteséséig. Az első és a kommunista Jugoszlávia időszakában a terminus újból eltűnt az 1990-es évekig.

## A bosnyák nyelv jellegzetességei a szerbhez és a horváthoz viszonyítva
A bosnyák nyelv fogalom magával hozta a sztenderdizálásának fogalmát is olyan alakban, amely különböztesse meg, amennyire lehetséges, a szerbtől és a horváttól. A sztenderd nyelvváltozat kialakítása nincs befejezve, mivel összetett folyamat. Ezt az okozza, hogy nyelvészek között nézeteltérések vannak azt illetően, hogy melyek a sztenderdbe való bevonásra méltó jellegzetességei a bosnyák nyelvnek, és az, hogy a szakemberek párhuzamosan, koordináció nélkül tevékenykednek. Olyan vélemények is vannak, melyek szerint elhanyagolják azt, hogy a valós nyelvhasználat nem veszi figyelembe a sztenderdeket, és hogy egyes nyelvészek indokolatlanul törekednek ún. „nyelvtisztításra” a sztenderd kidolgozásában.
Általában a bosnyák nyelv szerkezeti (hangtani, alaktani és mondattani) vonásai vagy a horvát, vagy a szerb, vagy mind a két utóbbi vonásaival azonosak, mivel mindhárom alapja a štokavski dialektus. A bosnyák nyelv sztenderdizálása a bosnyákok nyelvhasználata alapján folyik. Damir Mustabašić azt jegyzi meg, hogy ez a nyelvhasználat áll a legközelebb az egykori szerbhorvát nyelv sztenderdjéhez.
Bosnyák sajátosságoknak tekinti Dževad Jahić nyelvész a következőket:
- az országban beszélt štokavski nyelvjárások vonásai (tovább D-vel jelölve);
- a bosnyák beszélők fesztelen nyelvi regiszterének vonásai (F);
- a bosnyák írók irodalmi nyelvének vonásai (I);
- a bosnyák beszélőkre általában jellemző, azaz közös vonások (K).

### Hangtan és prozódia
Hangtani szempontból tipikusan bosnyákok a következő vonások:
- (K) Gyakori a [h] mássalhangzó, amely megmaradt azokban a török eredetű szavakban, amelyek megvannak a szerb és esetleg a horvát nyelvben is, de ezekben kiveszett. Ugyanakkor a bosnyákok ezt a [h]-t beiktatják szláv eredetű szavakba is. Példák:

mahrama ’fejkendő’ (török szó), (szerbül) (horvátul) marama;
hudovica ’özvegyasszony’ (szláv szó), (szerbül) (horvátul) udovica;
hrvati se ’birkózni’ (szláv szó), (szerbül) (horvátul) rvati se;
mehko ’lágyan’ (szláv szó), (szerbül) (horvátul) meko.
- (D, F) Nem ejtenek ki két zár-réshangot (affrikátát): a č (magyar cs) ć-re redukálódik (magyar cs és ty közötti mássalhangzó), dž (magyar dzs) đ-re (magyar dzs és gy közötti). Példák:

ćetiri ’négy’, (szerbül) (horvátul) četiri;
đemper ’pulóver’, (szerbül) (horvátul) džemper.
- (D, I) A hosszú mássalhangzós keleti jövevényszavakat a bosnyákok is ugyanúgy ejtik ki: Allah, Muhammed.
- (D) A dn, dnj és dl csoportokból kiesik a d, és a másik mássalhangzó rövid marad vagy hosszú lesz:

glan(n)a ’éhes’ (nőnem), (szerbül) (horvátul) gladna;
zanj(nj)i ’hátsó’, (szerbül) (horvátul) zadnji;
ol(l)eti ’(ő) elrepül’, (szerbül) (horvátul) odleti.
- (D) A št csoportból šć lesz: kliješća ’harapófogó’, (szerbül) klešta, (horvátul) kliješta.[35]
- (D) Egyes szóalakokban nem ment végbe palatalizáció:

pojti ’elmenni’, (szerbül) (horvátul) poći;
dojde ’(ő) jön’, (szerbül) (horvátul) dođe.
Prozódiai vonások:
- (K) Az elöljárós szócsoportokban gyakrabban megy át a hangsúly az elöljáróra, mint a szerbben és a horvátban. Például u Bosni ’Boszniában’ ['ubosni]-ként hangzik, (szerbül) (horvátul) [u'bosni] helyett.[36]
- (K) A hangsúlyos szótag utáni egykor az egész közép-délszláv diarendszerben hosszú magánhangzók megmaradtak, a szerbbel és a horváttal ellentétben, amelyekben lerövidülő tendenciát mutatnak:

momaka [mo'ma:ka:] ’a legények vki/vmije’, (szerbül) (horvátul) [mo'ma:ka];
pjeva [pjeva:] ’(ő) énekel’, (szerbül) [peva] (horvátul) [pjeva].
- A hangsúlyos szótag utáni rövid magánhangzók, főleg az i és az u, kiesési tendenciát mutatnak: Zenca, (szerbül) (horvátul) Zenica.[36]

### Grammatika
(D, F) A névszóragozás terén megfigyelhető az s elöljárós birtokos eset az eszközhatározói eset helyett:
s vode ’vízzel’, (szerbül) (horvátul) s vodom;
s nje ’vele’ (nőnem), (szerbül) (horvátul) s njom.
Vannak specifikus névmásalakok és névmások használatát illető jellegzetességek, például:
- (K) njojzi ’neki’ (nőnem), (szerbül) (horvátul) njoj;
- (D, F) vȁs ’az egész’ (általános névmás), (szerbül) (horvátul) sav;
- az 1. személy egyes számú személyes névmás részes esetének érzelmi töltettel való használata: Kako si mi? ’Hogy vagy?’ (szó szerint ’Hogy vagy nekem?’).[37]

Igealakok:
- (D, F) A főnévi igenév rövid alakját, amelyet általában a jövő idő alakjának képzésekor használnak, a bosnyákok ezen kívül is használják: pisat ’írni’, (szerbül) (horvátul) pisati.
- (D, I) Kijelentő mód jelen időben egyes igéknek specifikus alakjaik vannak: znadem ’tudok/tudom’, (szerbül) (horvátul) znam.
- (D, F) A feltételes mód múlt időnek specifikus alakja van, amikor szokásos cselekvést fejez ki: ja bih uradi ’csináltam’, (szerbül) (horvátul) ja bih uradio;
- Az aorist igealakot gyakrabban használják, mint a szerbben és a horvátban: Odoh! ’Elmentem!’, Rekoh ti ja! ’Mondtam én neked!’[37]

(D, I) Néhány specifikus határozószó is van:
namah ’azonnal’, (szerbül) (horvátul) odmah;
vazda ’mindig’, (szerbül) uvek (horvátul) uvjek.

## Szókészlet
Létezik némely közös bosnyák szókészleti jellegzetesség. Ezek közül a legjellemzőbb a számosabb török eredetű (némelyik eredetileg arab vagy perzsa) szó, mint a szerbben, és főleg mint a horvátban. Ilyenek például a zar ’fátyol’, avlija ’udvar’, ćilim ’szőnyeg’ szavak.
Ibrahim Čedić nyelvész szerint a bosnyákok egyes szavak úgy a szerb, mint a horvát változatát is használják, és ezeket a bosnyák sztenderdbe is be kellene vonni: (szerbül) takođe – (horvátul) također ’úgyszintén’, (szerbül) teritorija – (horvátul) teritorij ’terület’, (szerbül) porodica – (horvátul) obitelj ’család’.
A bosnyákok beszédében fennmaradtak másoknál archaizmusokká vált szláv szavak. Példák:
hititi ’dobni’, (szerbül) (horvátul) baciti;
turiti ’tenni, helyezni’, (szerbül) (horvátul) staviti;
dosle ’eddig’ (időhatározószó), (szerbül) (horvátul) dosada.